# Jeroglífic egipci

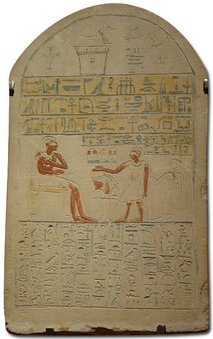
Jeroglífics en una estela funerària egípcia

Els jeroglífics era un dels tres sistemes d'escriptura emptrats pels antics egipcis. La cultura maia a Sud-amèrica tenia un sistema semblant.
Des de l'època de l'Imperi antic, els jeroglífics egipcis van ser un sistema d'escriptura en el qual es barrejaven ideogrames, signes consonàntics (simples, dobles, triples i fins i tot de quatre o més consonants) i determinants (signes muts que indicaven a quina família conceptual pertanyia una paraula). A partir de la dinastia XVIII, els escribes van començar fer servir un cert nombre de signes consonàntics dobles sil·làbics (sȝ, bȝ, kȝ, etc.) per a transcriure els noms semítics o d'aquest origen, però aquest tipus d'escriptura va quedar restringida a aquest àmbit. Els símbols eren també figuratius: representaven una cosa tangible, sovint fàcil de reconèixer, fins i tot per a algú que no en conegués el significat. Per a dissenyar l'escriptura jeroglífica, els egipcis es van inspirar en el seu entorn: objectes de la vida quotidiana, animals, plantes, parts del cos, etc. Durant el Regne Mitjà d'Egipte es calcula que existien al voltant de nou-cents símbols jeroglífics, mentre que en l'època grecoromana, el nombre en va augmentar a més de sis mil. Els jeroglífics es gravaven en pedra i fusta, o bé, en el cas de l'escriptura hieràtica i demòtica, amb càlam i tinta sobre papirs, ostraca, o suports menys perdurables.
El cristianisme es va difondre i des del segle ii va lluitar contre el politeisme i les tradicions egipcians. Els cristians van adoptar l'alfabet grec i en erradicar les altres religions, el coneixement dels jeroglifs es va perdre. Va trigar fins a mitjan segle xviii fins que els historiadors van tornar a interessar-se seriosament a les cultures desaparegudes.
El desxiframent dels jeroglífics egipcis va ser un procés lent al qual molts cercadors han contribuït. Foren desxifrats pel filòleg francès Jean-François Champollion a partir de la Pedra de Rosetta, descoberta l'any 1799, tot i que Champollion va aprofitar del treball de cercadors abans d'ell. La Pedra tenia un text gravat en hieràtic, demòtic i grec. Des d'aleshores molts estudiosos havien intentat desxifrar-ne els jeroglífics. Les primeres descripcions serioses són obra d'Athanasius Kircher, tot i que ja hi va haver ja interpretacions més aviat esotèriques poc fiables des del segle xv. Després de tota una vida d'estudi, ja que havia començat a interessar-se per la civilització egípcia des dels deu anys, l'any 1822 Kircher ja va reeixir desxifrar-ne una part. Finalment, Champollion que finalment va reeixir a desxifrar el sistema.
El hieràtic i el demòtic són formes més simplificades d'escriure amb jeroglífics. L'antic Egipte tres sistemes d'escriptura:
- Jeroglífica
- Hieràtica
- Demòtica

Per exemple;
| p · t | wA | l · M | i | i | s |

| p · t | wA | l · M | i | i | s |

| p · t | wA | l · M | i | i | s |

| p · t | wA | l · M | i | i | s |

| p · t | wA | l · M | i | i | s |

| p · t | wA | l · M | i | i | s |

| p · t | wA | l · M | i | i | s |

| p · t | wA | l · M | i | i | s |

Els glifs en aquest cartutx es transliteren com: 
| p t | o | l m | y s |  |  | Ptolmys |

## Història i evolució
Se suposa que l'escriptura jeroglífica es començà a emprar envers l'any 3300 aC, aproximadament durant la mateixa època en què sorgí l'escriptura cuneïforme a Mesopotàmia. Va servir durant més de 3.600 anys, car l'última inscripció coneguda es grava el dia 24 d'agost del 394 al temple de File.
Des de l'època de l'Imperi antic els jeroglífics egipcis foren un sistema d'escriptura en què es barrejaven ideogrames, signes consonàntics (simples, dobles, triples i fins i tot de quatre o més consonants) i determinants (signes muts que indicaven a quina família conceptual pertanyia una paraula). A partir de la dinastia XVIII els escribes van utilitzar un cert nombre de signes consonàntics dobles sil·làbics (sȝ, bȝ, kȝ…) per transcriure els nombres semítics, però aquesta escriptura quedà exclusivament restringida al seu àmbit.
Els símbols són també figuratius: representen coses tangibles, sovint fàcils de reconèixer, fins i tot per a algú que no conegués el seu significat. Per a dissenyar l'escriptura jeroglífica els egipcis s'inspiraren en el seu voltant: objectes de la vida quotidiana, animals, plantes, parts del cos humà, etc. Durant l'Antic, Mitjà i Imperi Nou es calcula que existien prop de set-cents símbols jeroglífics, mentre que en l'època grecollatina el nombre n'augmentà a més de sis mil.
Els jeroglífics es feien servir en àmbits en què l'estètica o el valor màgic de les paraules tenien rellevància: fórmules d'ofrenes, frescs funeraris, texts religiosos, inscripcions oficials, etc.
L'escriptura hieràtica era de grafia més senzilla, reservada a documents administratius o privats i generalment utilitzada sobre papir, ostraca (fragments ceràmics) i fins i tot tauletes de fusta. Els egiptòlegs els distingien dels anomenats jeroglífics lineals, que es pintaven als sarcòfags de fusta i als textos del Llibre dels morts. Els jeroglífics lineals conserven l'aspecte figuratiu dels jeroglífics gravats, però els traços són molt menys precisos que aquests últims.
A partir de l'època saïta (dinastia XXVI) l'escriptura hieràtica fou parcialment reemplaçada per una nova escriptura bàsica: la demòtica. Es tractava d'una simplificació extrema de la hieràtica, reservada als actes administratius i als documents de la vida quotidiana, d'aquí el seu nom d'escriptura «popular». L'escriptura hieràtica serà utilitzada preferentment per a transcriure texts religiosos o sacerdotals, al costat de l'escriptura jeroglífica, d'aquí el seu nom d'escriptura «sacerdotal». En l'època ptolemaica el grec es va imposar progressivament com a llengua administrativa: de l'any 146 aC en endavant els contractes escrits exclusivament en demòtic perden tot el valor legal.
El copte és l'últim estat de la llengua i escriptura egípcies. Encara es fa servir als nostres dies, però només com a llengua litúrgica. Utilitza l'alfabet grec i també set caràcters demòtics per a transcriure fonemes no existents en grec. Mai més no s'ha fet servir l'escriptura egípcia per a transcriure cap llengua moderna.

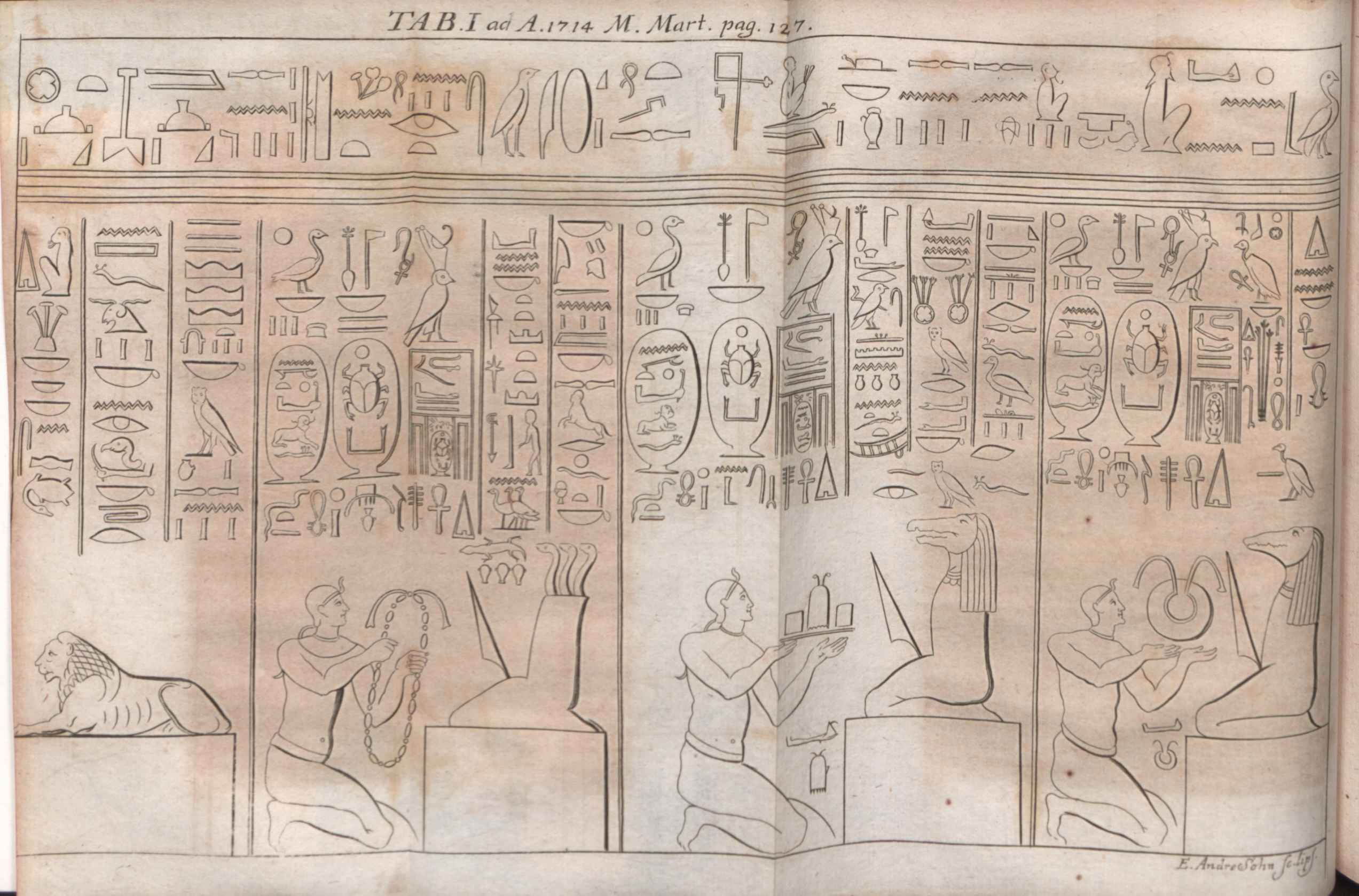
Il·lustració de Tabula Aegyptiaca hieroglyphicis exornata (Acta eruditorum, 1714)

Segons alguns investigadors, l'escriptura jeroglífica seria, amb influència del protosinaític, l'origen de l'alfabet fenici, que derivaria en l'alfabet hebreu, arameu i grec, dels quals provenen els alfabets llatí i ciríl·lic.

### Evolució dels jeroglífics

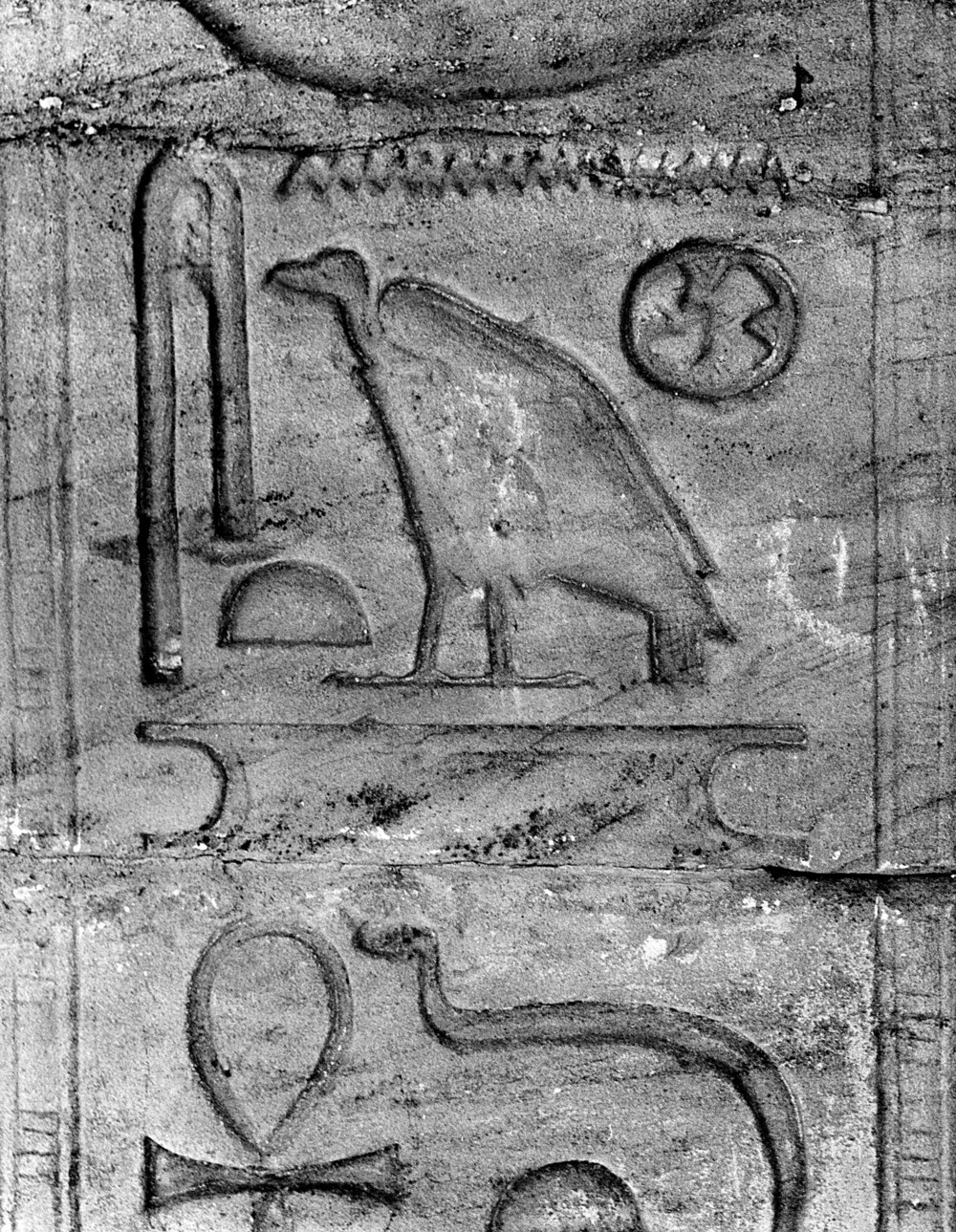
Jeroglífics en un temple fundat per Tutmosis III

Els jeroglífics reflectien el llenguatge habitual, tot i que amb el temps eren utilitzats preferentment en les representacions simbòliques dels temples. Se'n desestimà l'ús, per manca d'idoneïtat, en l'escriptura d'ús diari. S'ha de tenir en compte que les necessitats d'escriptura, ja a l'Antic Imperi, com eren la comptabilitat d'aliments (per exemple: en la dotació dels súbdits empleats en la construcció de temples i piràmides), demanava multitud d'escribes que anotessin quantitats, classificacions, etc., i en aquest procés de reproducció l'escriptura jeroglífica resultava poc pràctica. Per aquesta necessitat, els signes jeroglífics van derivant en altres grafies, més fàcilment reproduïbles amb càlams dels escribes (aquest era l'instrument d'escriptura per excel·lència), la qual cosa donà origen a l'escriptura hieràtica.
Per a l'escriptura quotidiana s'emprava el hieràtic, i així ho evidencia el papir de Rhind, en què consta una mostra del coneixement matemàtic dels antics egipcis. Els exemplars que es posseeixen en l'actualitat del denominat Llibre dels morts empren aquesta forma d'escriptura.
L'escriptura jeroglífica quedà reservada per als monuments reials, temples, palaus, tombes, joies, mobles de la cort, amulets, etc., per qüestions no sols estètiques sinó també pel seu caràcter simbòlic i màgic, car gravar el nom d'una persona en jeroglífic implicava que cometre un error en escriure'l o el fet de fer-ho malament podria influir en la persona a qui feia referència.
El hieràtic també sorgeix en un període en què el llenguatge es veu transformat, ja que dels ideogrames que representaven els primers jeroglífics es passa a un procés de conceptualització, per finalment sintetitzar cada símbol un so. És molt interessant veure la relació i similitud entre el sistema jeroglífic, el hieràtic, l'hebreu antic i el fenici; d'aquest últim és molt simple la relació amb el grec.

### Escribes
És un error afirmar que l'escriptura estava circumscrita solament a les castes sacerdotals, oblidant una institució fonamental en tot l'antic Egipte: els escribes.
Ser escriba era l'aspiració de qualsevol egipci d'ascendència humil; tenia més importància que la carrera militar. De fet, persones que no havien estat escriba no podien progressar a una posició elevada en el govern.
La vida de l'antic Egipte discorria al voltant de l'escriba. Anotava el nivell de les crescudes del Nil (essencial per a la seguretat alimentària de la població), consignava l'estat dels canals i dics (fonamentals per a conservar i encarrilar l'aigua després de l'època d'inundació), la provisió dels graners, etc.

## Fonogrames

### Jeroglífics monoconsonàntics
Els jeroglífics monoconsonàntics representen un fonema consonàntic.

### Jeroglífics biconsonàntics
Jeroglífics biconsonàntics (o bilíters) contenen dues consonants. Heuaquí els més comuns, ordenats alfabèticament:
|  |

|  |

|  |

|  |

|  |

|  |

|  |

|  |

|  |

|  |

|  |

|  |

|  |

|  |

|  |

|  |

|  |

|  |

|  |

|  |

|  |

|  |

|  |

|  |

|  |

|  |

|  |

|  |

|  |

|  |

|  |

|  |

|  |

|  |

|  |

|  |

|  |

|  |

|  |

|  |

|  |

|  |

|  |

|  |

|  |

|  |

|  |

|  |

|  |

|  |

|  |

|  |

|  |

|  |

|  |

|  |

|  |

|  |

|  |

|  |

|  |

|  |

|  |

|  |

|  |

|  |

|  |

|  |

|  |

|  |

|  |

|  |

|  |

|  |

|  |

|  |

|  |

|  |

|  |

|  |

|  |

|  |

|  |

|  |

|  |

|  |

|  |

|  |

|  |

|  |

|  |

|  |

|  |

|  |

|  |

|  |

|  |

|  |

|  |

|  |

|  |

|  |

|  |

|  |

|  |

|  |

|  |

|  |

|  |

|  |

|  |

|  |

|  |

|  |

|  |

|  |

|  |

|  |

|  |

|  |

|  |

|  |

|  |

|  |

|  |

|  |

|  |

|  |

|  |

|  |

|  |

|  |

|  |

|  |

|  |

|  |

|  |

|  |

|  |

|  |

|  |

|  |

|  |

|  |

|  |

|  |

|  |

|  |

|  |

|  |

|  |

|  |

|  |

|  |

|  |

|  |

|  |

|  |

|  |

|  |

|  |

|  |

|  |

|  |

|  |

|  |

|  |

|  |

|  |

|  |

|  |

|  |

|  |

|  |

|  |

|  |

|  |

|  |

|  |

|  |

|  |

|  |

|  |

|  |

|  |

|  |

|  |

|  |

|  |

|  |

|  |

|  |

|  |

|  |

|  |

|  |

|  |

|  |

|  |

|  |

|  |

|  |

|  |

|  |

|  |

|  |

|  |

|  |

|  |

|  |

|  |

|  |

|  |

|  |

|  |

|  |

|  |

|  |

|  |

|  |

|  |

|  |

|  |

|  |

Normalment a cada jeroglífic se li assigna un valor fonètic, tot i que alguns en tenen més d'un. A més, alguns sons es poden representar amb diversos jeroglífics; així, podien ser representats alguns sons de les formes següents:
|  |

|  |

|  |

|  |

|  |

|  |

|  |

|  |

|  |

|  |

|  |

|  |

|  |

|  |

|  |

|  |

|  |

|  |

|  |

|  |

|  |

|  |

|  |

|  |

|  |

|  |

|  |

|  |

|  |

|  |

|  |

|  |

|  |

|  |

|  |

|  |

|  |

|  |

|  |

|  |

|  |

|  |

|  |

|  |

|  |

|  |

|  |

|  |

|  |

|  |

|  |

|  |

### Jeroglífics triconsonàntics
Jeroglífics triconsonàntics (o trilíters) contenen tres sons consonants. Aquests són els jeroglífics més comuns:
|  |

|  |

|  |

|  |

|  |

|  |

|  |

|  |

|  |

|  |

|  |

|  |

|  |

|  |

|  |

|  |

|  |

|  |

|  |

|  |

|  |

|  |

|  |

|  |

|  |

|  |

|  |

|  |

|  |

|  |

|  |

|  |

|  |

|  |

|  |

|  |

|  |

|  |

|  |

|  |

|  |

|  |

|  |

|  |

|  |

|  |

|  |

|  |

|  |

|  |

|  |

|  |

|  |

|  |

|  |

|  |

|  |

|  |

|  |

|  |

|  |

|  |

|  |

|  |

|  |

|  |

|  |

|  |

|  |

|  |

|  |

|  |

|  |

|  |

|  |

|  |

|  |

|  |

|  |

|  |

|  |

|  |

|  |

|  |

|  |

|  |

|  |

|  |

|  |

|  |

|  |

|  |

|  |

|  |

|  |

|  |

|  |

|  |

|  |

|  |

|  |

|  |

|  |

|  |

|  |

|  |

|  |

|  |

|  |

|  |

|  |

|  |

### Jeroglífics amb més de tres consonants
Aquests són els jeroglífics més comuns la transliteració dels quals conté més de tres sons consonants:
|  |

|  |

|  |

|  |

|  |

|  |

|  |

|  |

|  |

|  |

|  |

|  |

|  |

|  |

|  |

|  |

|  |

|  |

|  |

|  |

|  |

|  |

|  |

|  |

|  |

|  |

|  |

|  |

|  |

|  |

|  |

|  |

|  |

|  |

|  |

|  |

|  |

|  |

|  |

|  |

|  |

|  |

|  |

|  |

|  |

|  |

|  |

|  |

|  |

|  |

|  |

|  |

|  |

|  |

|  |

|  |

|  |

|  |

|  |

|  |

|  |

|  |

|  |

|  |

|  |

|  |

|  |

|  |

|  |

|  |

|  |

|  |

|  |

|  |

|  |

|  |

|  |

|  |

|  |

|  |

|  |

|  |

|  |

|  |

|  |

|  |

|  |

|  |

|  |

|  |

|  |

|  |

|  |

|  |

|  |

|  |

|  |

|  |

|  |

|  |

|  |

|  |

|  |

|  |

|  |

|  |

|  |

|  |

|  |

|  |

|  |

|  |

|  |

|  |

|  |

|  |

|  |

|  |

|  |

|  |

|  |

|  |

|  |

|  |

|  |

|  |

|  |

|  |

|  |

|  |

|  |

|  |

|  |

|  |

|  |

|  |

|  |

|  |

|  |

|  |

|  |

|  |

|  |

|  |

### Complements fonétics
Estan formats per diversos signes monoconsonàntics (de vegades també consonàntics) que faciliten la identificació i la lectura correcta del signe que els antecedeix.

## Semagrames

### Logogrames
Un logograma és quan un signe equival a una paraula sencera. El signe anota la paraula i representa gràficament el significat.

### Determinatius
Són signes que no es llegeixen i no aporten valor fonètic afegit a les paraules. Es col·loquen al final de la paraula, darrere de la part fonètica. Indiquen de forma genèrica, i només a través de la significació de la imatge, la categoria semàntica a què pertany la paraula de la qual formen part.

### Signe-arrel
Logogrames utilitzats per escriure paraules del mateix camp lèxic-semàntic de la paraula que anoten en primera instància. Tenen una funció a mig camí entre allò fonètic i allò logogràfic.

### Logogrames "secundaris"
Són determinatius que en certs contextos apareixen com a únic signe per formar una paraula que, en aquest cas, no té part fonètica.

### Determinatius fonétics
Són aquells determinatius molt estretament associats a l'estructura fonètica d'una paraula concreta, de manera que queden incorporats a les grafies d'altres paraules que contenen aquesta mateixa estructura fonètica, encara que el significat d'aquestes darreres sigui diferent de la categoria semàntica expressada pels determinatius en qüestió.